# Aiphanes pilaris
Aiphanes pilaris är en enhjärtbladig växtart som beskrevs av Rodrigo Bernal. Aiphanes pilaris ingår i släktet Aiphanes och familjen Arecaceae.
Artens utbredningsområde är Colombia. Inga underarter finns listade i Catalogue of Life.